# 集美大学
集美大学（しゅうびだいがく、英語: Jimei University (JMU)）は、中国福建省厦門市集美区に本部を置く中国の国立大学。1918年創立、1918年大学設置。大学の略称は集大（しゅうだい、ジーダー）。
中国福建省厦門市集美区の集美学村に位置している。

## 略歴
- 1920年、集美大学の前身は民国9年（1920年）に創立された集美学校水産科。水産科から水産部・水産航海部・高級航海学校・水産航海職業学校・高級水産航海職業学校と名称が変遷した。

- 1958年、水産学校と航海学校に分割された。文化大革命の期間、航校はかつて厦門大学の海洋系に合併されたこともあった。

- 1972年、集美航海学校が再開された。

- 1978年、集美航海専科学校（大専）に昇格。

- 1989年、改辦集美航海学院。

- この学校の前身は1972年5月に上海の水産学校が厦門集美へ移ってきた学校だった。国家水産総局と福建省の二重管理を受けていた（主に水産総局が管理）。国家農牧漁業部が成立した後、部属16箇所高等農業学校の一つとなった。1979年5月、上海水産学院が復帰した。一部の専門は上海へ移る。厦門水産学院は続いて厦門に進行した。

- この学校の前身は1958年に福州に創立した福建体育専科学校。1959年7月に、福建体育学院に改名された。1962年に停止。

- 1974年在厦门集美原“航海俱乐部”基础上创办福建体育学校。1978年12月经国务院批准，福建体育学校扩建为福建体育学院。该校前身是1958年以集美师范为基础创办的厦门师范专科学校，校址在鼓浪屿田尾路。

- 1960年改名为厦门师范学院。

- 1963年秋，该校并入设在漳州的福建省第二师范学院。

- 1975年复办厦门师范大专班。1979年4月重新成立厦门师范专科学校，校址在集美。

- 1980年8月，经福建省政府批准，改名为集美师范专科学校。

- 1994年10月并入集美大学后改名为师范学院。该校前身是陈嘉庚在民国9年（1920）创办的集美学校商科，以后逐步发展，先后改名为集美商业学校、集美高级商业职业学校、集美财经学校、集美轻工业学校（院）、福建财经学校。

- 1984年4月，经福建省政府批准，升格为集美财政专科学校，为省属高等专科学校。

- 1994年、元集美航海学院・厦門水産学院・福建体育学院・集美財経高等専科学校と集美高等師範専科学校など、五箇所の大学を合併して集美大学を設立した。

- 2003年、集美大学誠毅学院（独立学院）が成立した。

- 2004年、元鷺江職業大学（附属中専学校）-厦門工業学校が集美大学へ合併されて、福建省人民政府の確定された福建省重点建設の大学の一つとなった。

- 2008年、集美大学は優れた成績によって教育部本科教学工作水平の認証を得た。

- 2013年2月2日、学校通過省学位委員会組織的新増博士学位授予単位立項建設整体験収。7月19日、国務院学位委員会は正式的に集美大学の博士学位の増設を批准。

- 2013年、集美大学は正式的に博士の学生募集を始めた。

## 建築
| 名称                                       | 住所             | 建造年代      | 建築面積 | 写真 | 備考                 |
| ------------------------------------------ | ---------------- | ------------- | -------- | ---- | -------------------- |
| 尚忠楼群（尚忠楼、誦詩楼、敦書楼）         | 集美大学財經学院 | 1921 - 1925年 | 8,797 m2 |      | 全国重点文物保護単位 |
| 允恭楼群（即温楼、允恭楼、崇倹楼、克譲楼） | 集美大学航海学院 | 1921 - 1926年 | 6,894 m2 |      | 全国重点文物保護単位 |

## 組織
「学院」も「系」も日本の大学の学部にほぼ相当する。「学部」は「学院」と「系」の上の編成で、実体はなく、日本の「学部」とは位置付けが異なっている。妙訳がないのでそのまま記す。位置づけが異なるのは、学院及び系は、個別の教育システムに位置づけられているためである。
- 航海学院 (航海學院)
  - 航海技術専門
  - 交通運輸専門（国際航運管理方向）
  - 交通運輸専門（航海保障方向）
  - 物流管理専門
  - 交通情報工程及び制御（修士点）

- 輪機工程学院 (輪機工程學院)
  - 輪機工程専門
  - 船舶及び海洋工程
  - 電気工程及び自動化
  - 船舶電子電気工程

- 水産学院 (水產學院)
  - 水産養殖学専門
  - 動物科学専門
  - 海洋漁業科学と技術専門
  - 動植物検疫専門

- 食品及び生物工程学院 (食品與生物工程學院)
- 体育学院 (體育學院)
- 財経学院 (財經學院)
- 教師教育学院 (教師教育學院)
- 工商管理学院 (工商管理學院)
- 美術学院 (美術學院)
- 音楽学院 (音樂學院)
- 情報工程学院 (信息工程學院)
- 計算機工程学院 (計算機工程學院)
- 機械及びエネルギー工程学院 (機械與能源工程學院)
- 理学院 (理學院)
- 外国語学院 (外國語學院)
- 法学院 (法學院)
- 文学院 (文學院)
- 工程技術学院 (工程技術學院)
- 成人教育学院 (成人教育學院)
- 海外教育学院 (海外教育學院)

## 関連項目

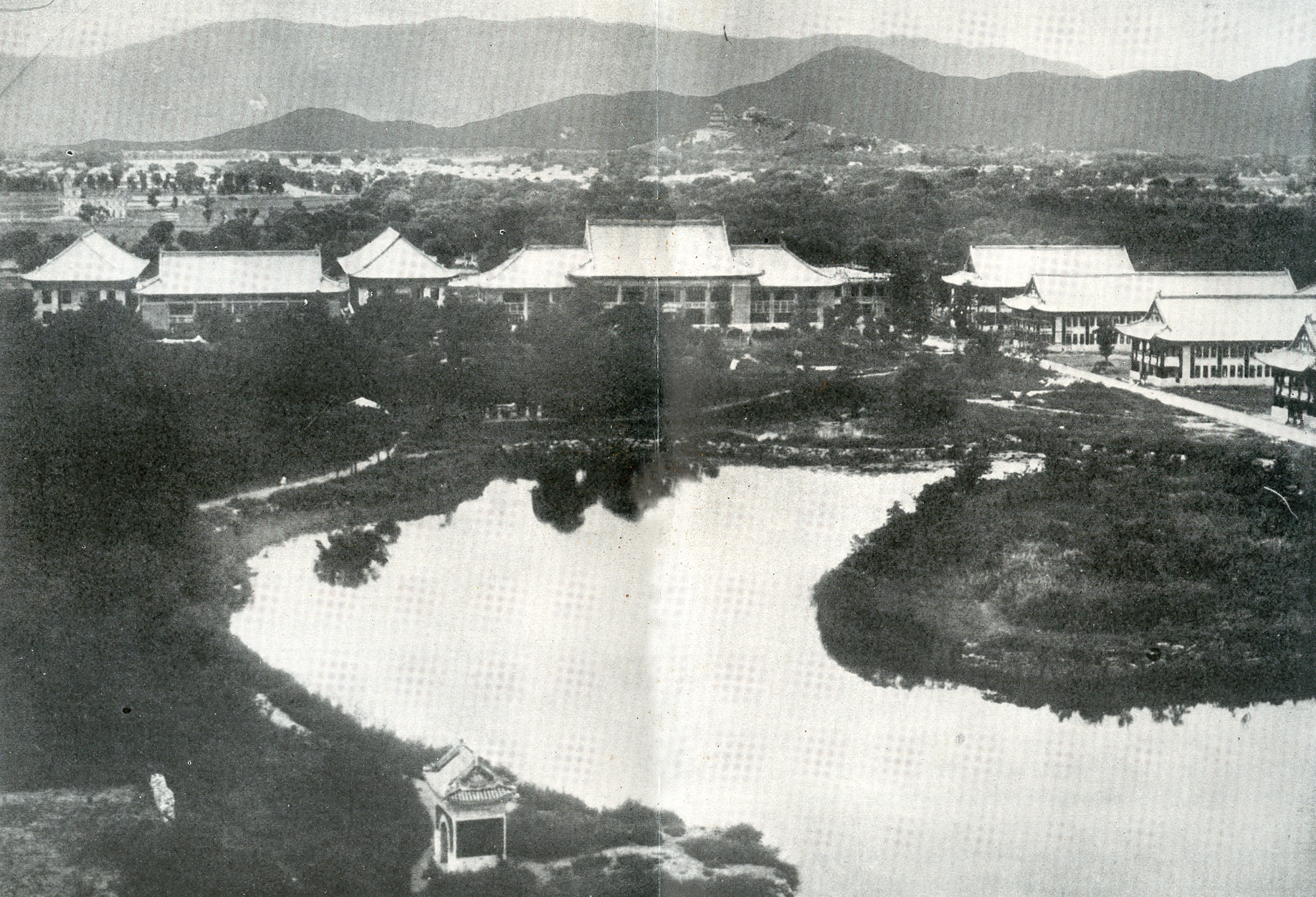
北京大学に移管された燕京大学の校舎

## 文化

### 校訓

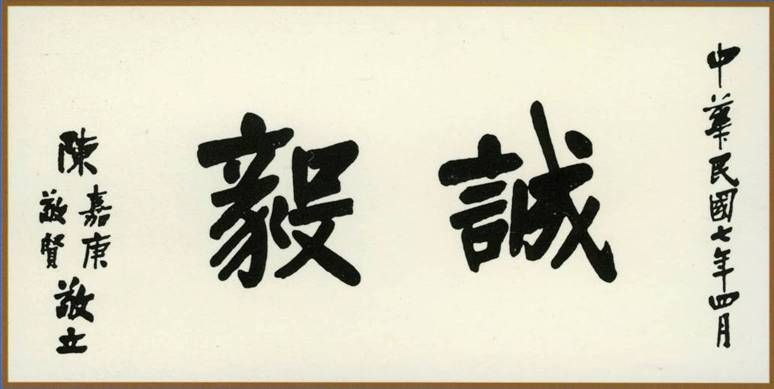
校主陳嘉庚手書校訓

「誠毅」は集美大学の校訓である。

### 校歌
作詞：許振源 作曲：黄鴻翔
閩海之濱，有我集美郷，
山明兮水秀，勝地冠南疆。
天然位置，惟序与黌，
英才楽育，蔚為国光。
全国士聚一堂。
師中実小共提倡，
春風吹和煦，桃李尽成行，
樹人需百年，美哉教沢長。
「誠毅」二字中心蔵，
大家勿忘，大家勿忘!

### 創立記念日
毎年の10月20日。